# 9 Korpus Pancerny (ZSRR)

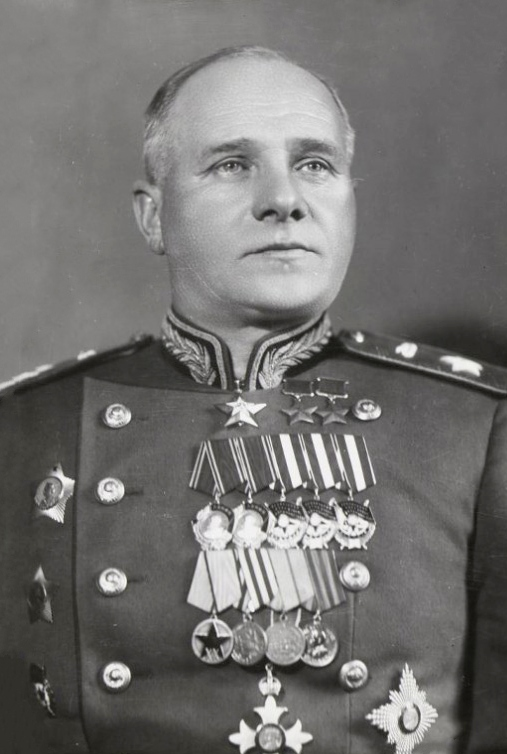
Gen. mjr Siemion Bogdanow, jeden z dowódców 9 Korpusu Pancernego.

9 Bobrujsko-Berliński Korpus Pancerny odznaczony Orderem Czerwonego Sztandaru i Suworowa (ros. 9-й танковый Бобруйско-Берлинский Краснознамённый ордена Суворова корпус) – jednostka pancerna Armii Czerwonej z okresu II wojny światowej.
9 Korpus Pancerny został sformowany w 1942. W czasie walk na ziemiach polskich żołnierze 9 Korpusu Pancernego zdobyli m.in. Łódź (wspólnie z 8 Gwardyjską Armią), Kalisz (wspólnie z 7 Gwardyjskim Korpusem Kawalerii) i Sulechów. Korpus szlak bojowy zakończył 9 maja 1945 w Berlinie, walcząc w składzie 3 Armii Uderzeniowej.

## Dowództwo korpusu
Dowódcy:
- gen. mjr Aleksiej Kurkin (12.05.1942 – 18.10.1942)
- gen. mjr Aleksandr Szamszin (08.10.1942 – 18.01.1943)
- gen. mjr Siemion Bogdanow (18.01.1943 – 07.06.1943)
- gen. mjr Grigorij Rudczenko (23.07.1943 – 01.09.1943)
- gen. mjr Borys Bacharow (02.09.1943 – 16.07.1944)
- gen. mjr Nikołaj Woiejkow (16.07.1944 – 11.12.1944)
- gen. por. Iwan Kiriczenko (01.12.1944 – 30.06.1945)

Szefowie sztabu:
- płk Grigorij Rudczenko (24.04.1942 – 31.08.1943)
- płk Roman Liberman (01.08.1943 – 30.09.1943)
- płk Leonid Rabinowicz (01.09.1943 – 30.06.1945)[2]

## Struktura organizacyjna
Skład 16 kwietnia 1945:
- 23 Brygada Pancerna
- 95 Brygada Pancerna
- 108 Brygada Pancerna oraz: 8 Pułk Strzelecki, 1455 Pułk Artylerii Samobieżnej i 1508 Pułk Artylerii Samobieżnej.